# Ronald Gene Simmons
Ronald Gene Simmons (15. července 1940 Chicago – 25. června 1990 Russellville) byl vysloužilý seržant armády Spojených států amerických a sériový vrah, který provedl nejhorší rodinný masakr v historii USA.

## Životopis

### Mládí
Ronald Gene Simmons se narodil 15. července 1940 jako syn Loretty a Williama Simmonsových. Dne 31. ledna 1943 jeho otec zemřel na mrtvici, jeho matka si pak vzala Williama Griffena, technika armády Spojených států.
Roku 1957 opustil Simmons školu a šel do námořnictva Spojených států, kde pracoval na Bremertonově námořní základně ve Washingtonu. Roku 1960 si vzal Rebeccu Ulibarri, s níž žil dalších 27 let, a se kterou zplodil sedm dětí.
V roce 1963 opustil námořnictvo a šel do amerického letectva, odkud odešel v roce 1979 a dosáhl hodnosti seržanta. Účastnil se války ve Vietnamu, během 22 let vojenské služby získal vyznamenání, jako jsou Bronzová hvězda, Kříž republiky Vietnamu a Letecký pás ocenění.
Roku 1981 zplodil se svou dcerou dítě. Roku 1983 proto uprchl před zatčením do Doveru v Arkansasu. Živil se různými špatně placenými pracemi.

### Vraždy
22. prosinec:
Krátce před Vánocemi 1987 se Simmons rozhodl, že zavraždí celou svoji rodinu. Dne 22. prosince si opatřil pistoli Ruger 22. Po koupi odjel domů a zastřelil manželku Rebeccu a syna Geneho, kteří ho přišli přivítat. Pak uškrtil svou 3letou dceru Barbaru. Těla pak zakopal.
Simmons mezitím čekal, až se vrátí zbylé děti ze školy. Po jejich příjezdu jim večer řekl, že pro ně má dárky, a že každý jim předá samostatně za domem. První obětí byla 17letá Loretta, kterou Simmons uškrtil a držel pod dešťovou vodou v sudu. Tři další děti, Eddy, Marianne a Becky, byli zabiti stejným způsobem.
26. prosinec:
Kolem poledne 26. prosince přijeli na návštěvu zbývající členové rodiny. První byl zabit Simmonsův syn Billy a jeho manželka Renata, oba byli zastřeleni. Pak Simmons uškrtil a utopil jejich 20měsíčního syna Traea. Následně zastřelil dceru Sheilu – se kterou měl kdysi incestní vztah – a jejího manžela Dennise McNultyho. Simmons poté uškrtil svou 7letou dceru (a zároveň vnučku) Sylvii Gail, a nakonec svého 21měsíčního vnuka Michaela. Simmons položil těla celé rodiny v úhledných řadách v obývacím pokoji.
Všechny mrtvoly byly pokryty kabáty kromě Sheily, která byla položena na křesle. Po vraždách šel Simmons do baru na drink, pak se vrátil a zbytek večera a následující den strávil popíjením piva a sledováním televize.
28. prosinec:
Ráno 28. prosince jel Simmons do Russellville. Vešel do advokátní kanceláře, kde zabil recepční, mladou ženu jménem Kathy Kendrickovou, kterou kdysi miloval, ale byl odmítnut. Poté odešel do kanceláře olejářské společnosti, kde zastřelil makléře J.D. Chaffina a zranil majitele Rustyho Taylora.
Později odjel k benzínové pumpě, kde dříve pracoval a kde zranil další dva lidi. Poté šel do kanceláře Woodline Motor Freight Company, kde zranil ženu. Simmons pak seděl v kanceláři a povídal si s jedním z tajemníků při čekání na policii. Když dorazili, vydal jim svou zbraň a bez odporu se vzdal.
Policisté poté odjeli k Simmonsovi domů oznámit rodině, že otec je ve vězení. Prohlídka se protáhla na dva dny a bylo objeveno 14 mrtvých těl.

### Soud a poprava
Simmons byl obviněn z 16 vražd, shledán vinným a odsouzen k trestu smrti. Odvolání odmítl a řekl, že si smrt zaslouží. Soud později jeho rozhodnutí označil za správné a inteligentní.
Simmons musel být v cele smrti oddělen od ostatních vězňů, jeho život byl neustále ohrožen. To proto, že na něho ostatní vězni nadávali, že si nechce zachránit život.
Dne 31. května 1990 podepsal arkansaský guvernér (pozdější prezident) Bill Clinton Simmonsovu žádost na rychlou popravu, a 25. června 1990 byl Ronald Gene Simmons popraven smrtící injekcí. Žádný z jeho žijících příbuzných se nechtěl postarat o jeho tělo, a tak byl pohřben do hrobu pro chudé.